# Crawter’s Brook
Der Crawter’s Brook ist ein Wasserlauf in West Sussex, England. Er entsteht in Crawley und fließt teilweise unterirdisch durch den Ort in nördlicher Richtung, bis er die südliche Grenze des Gatwick Airport erreicht. Dort wendet er sich nach Westen und fließt entlang der Grenze bis zu seiner Mündung in den River Mole.